# Ученик волшебника (мультфильм)
«Ученик волшебника» — советский кукольный мультипликационный фильм по мотивам сказки Софьи Прокофьевой о волшебнике Алёше и мальчике Васе Вертушинкине. В 1987 году вышло продолжение — «Волшебные колокольчики».

## Над фильмом работали
- Автор сценария: Софья Прокофьева
- Режиссёр: Алексей Соловьёв
- Художник-постановщик: Марина Зотова
- Композитор: Геннадий Подэльский
- Оператор: Иосиф Голомб
- Звукооператор: Нелли Кудрина
- Художники-мультипликаторы: Ольга Анашкина, Владимир Кадухин, Ольга Дегтярёва, Борис Савин
- Куклы изготовили: Александра Мулюкина, Виктор Слетков, Любовь Доронина, Нина Пантелеева, Маргарита Богатская, Геннадий Богачёв, Елена Покровская, Надежда Лярская, Юрий Одинцов, Анатолий Кузнецов, А. Дегтярёв, Борис Караваев
- Монтаж: Людмилы Рубан
- Редактор: Татьяна Бородина
- Директор: Елена Бобровская

## Роли озвучивали
- Олег Табаков — Кот Васька
- Армен Джигарханян — Джинн
- Евгений Киндинов — Директор зоопарка
- Геннадий Бортников — Волшебник Алёша
- Ирина Потоцкая — Вася Вертушинкин